# 聖貝尼托 (加利福尼亞州)
聖貝尼托（英語：San Benito）是位於美國加利福尼亞州聖貝尼托縣的一個非建制地區。該地的面積和人口皆未知。

## 地理
聖貝尼托的座標為36°30′35″N 121°04′55″W / 36.50972°N 121.08194°W，而該地的平均海拔高度為410米（即1345英尺）。